# TV Itacolomi
TV Itacolomi foi uma emissora de televisão brasileira localizada no estado de Minas Gerais. Fundada pelo jornalista e empresário Assis Chateaubriand, fazia parte do grupo Diários Associados e afiliada à Rede Tupi de Televisão, e sintonizada no canal 4. Foi a primeira emissora da cidade de Belo Horizonte e a terceira emissora do país a estrear.
Da década de 1950 a 1980, produziu a sua própria programação. Em 1972, com a formação da Rede Tupi de Televisão (anteriormente TV Tupi) passou a transmitir a programação da rede, mas sem deixar de lado a sua programação regional.
Na década de 1980, teve sua concessão cassada e saiu do ar em 18 de julho, junto á Rede Tupi de Televisão.  Era uma emissora irmã da TV Alterosa, que após a sua extinção, passou a ocupar a sua sede.

## História
A emissora foi fundada em 1955 por Assis Chateaubriand, que fez questão de estar presente na inauguração, que ocorreu em 8 de novembro do mesmo ano. 
A primeira sede da emissora funcionou no Edifício Acaiaca, na Av. Afonso Pena, 867. Na década de 1970, mudou-se para o Palácio do Rádio, na Av. Assis Chateaubriand, 499; e logo após a extinção da Itacolomi, passou a ser utilizada como sede da TV Alterosa.
Após a TV Itacolomi ser fechada, o canal 4 ficou sem sinal por quase três anos. Na época em que saiu do ar em 1980, a emissora tinha como concorrentes em Belo Horizonte a sua irmã Alterosa (canal 5, fundada em 1962), a Band Minas (canal 7, fundada em 1967) e a Globo (canal 12, fundada em 1963, adquirida pelo Grupo Globo em 1968).

### Pós-extinção
Após o fim, o canal 4 de Belo Horizonte foi outorgado para a Rede Manchete de Televisão, recebendo a nomenclatura de TV Manchete Minas. Em 1999, sua concessão foi vendida para o grupo TeleTV, que é a atual RedeTV!.

## Produções

### Telenovelas
- Yayá Garcia (1960) (novela escrita por Léa Delba)
- Você por meus Olhos (1960) (novela escrita por Wilson Araújo e Dantas Ruas)
- Uma Consciência de Mulher
- Apenas um Fantasma
- Rosa Maria
- Estrada do Pecado, por Janete Clair
- Sinete Fatal

### Jornalísticos
- Repórter Real
- Repórter Esso
- Jornal Bancominas

## Jingle
Enquanto esteve no ar, exibiu diversas vinhetas animadas que referenciaram a emissora. Um deles, exibia um indiozinho (mascote da emissora) que pintava um mapa do Brasil em cima de uma escada e um coro ao fundo pronunciava em melodia: "TV Itacolomi. Sempre na liderança! Canal 4, Belo Horizonte. Minas Gerais.".

## Slogans
- Sempre na liderança (1960)
- A emissora dos mineiros (1980)